# 长滩观景塔
长滩观景塔（上海长滩观光塔）是位于上海市宝山区滨江区域北段的一座180m观光塔，由建筑设计公司DLR Group设计。该塔的另一主要功能是作为郊环隧道的通风设施。

## 简介
长滩观光塔位于上海市宝山区滨江地区的长滩七街坊，矗立于长江入海口（吴淞口），是目前上海宝山区最高的建筑物。长滩观景塔高180米，观景塔内部直径26.5米，整个塔身分为地下三层、地上十八层，呈圆筒状高耸结构，在外形上犹如一枚“定海神针”，与和它相邻的上海宝山长滩音乐厅一起，组成上海宝山长滩“风塔”项目。

## 历史
2019年底，作为G1501隧道配套项目的风塔正式落成。于2020年开始制作风塔项目的幕墙钢结构。2020年10月，长滩观光塔项目完成主体结构封顶。
2021年3月开始外框钢结构的提升施工。2021年9月，上海建工机施集团成功完成了约3500吨钢结构外框架施工任务，为风塔套上了圆柱形钢结构“外衣”，观光塔雏形初具。
2022年11月，2800余块三角形不共面玻璃幕墙全部搭设完成。2024年2月，长滩观景塔首次向媒体开放。2025年5月29日，长滩观光塔正式对外开放运营。